# Polykarp Kusch
Polykarp Kusch (Blankenburg, Alemanya, 26 de gener de 1911 - Dallas, EUA 1993) fou un físic i professor universitari nord-americà d'origen alemany guardonat l'any 1955 amb el Premi Nobel de Física.

## Biografia
Va néixer el 26 de gener de 1911 a la ciutat alemany de Blankenburg, traslladant-se l'any següent amb tota la seva família als Estats Units. El 1931 es llicencià en física al Case Institute of Technology de Cleveland, aconseguint el seu doctorat el 1936 per la Universitat d'Illinois.
Morí el 20 de març de 1993 a la ciutat de Dallas, a l'estat nord-americà de Texas.

## Recerca científica
Professor de la Universitat de Colúmbia a la ciutat de Nova York l'any 1949, juntament amb Isidor Isaac Rabi va estudiar els efectes dels camps magnètics en feixos d'àtoms, i va treballar diversos anys com a cap acadèmic abans de partir cap a la Universitat de Texas, a la ciutat de Dallas on va retirar-se el 1982.
El 1955 fou guardonat amb el Premi Nobel de Física juntament amb Willis Eugene Lamb per demostrar que el moment magnètic de l'electró era major que el seu valor teòric, provocant la reconsideració i la innovació en l'electrodinàmica quàntica.